# Mari Carmen y sus muñecos
María del Carmen Martínez-Villaseñor Barrasa (Horcajo de Santiago, Cuenca, 4 de mayo de 1943 - Puerto de la Cruz, Tenerife, 15 de junio de 2023) fue una ventrílocua y humorista española, conocida por su número artístico como Mari Carmen y sus muñecos.

## Biografía
Desde muy niña se sintió inclinada hacia el mundo artístico. Estudió bachillerato e inició en Madrid la carrera de Filosofía y Letras, estudios que abandonó por la carrera artística. Pronto se inició profesionalmente en el teatro de guiñol gracias a Natalio Rodríguez López "Talio", padre del también ventrílocuo José Luis Moreno. En 1965 dio su primer espectáculo con público en una sala de fiesta de Madrid. Pronto surgirían los cuatro muñecos con los que se ganó el cariño y el respeto del público a lo largo de más de cuatro décadas: Níkol, el pato castizo e irreverente; Daisy la niña respondona y deslenguada; Rodolfo, el león sensible y delicado con voz de libélula; Doña Rogelia, la anciana cascarrabias y gruñona, que nos habla desde el punto de vista de su pueblo, Orejilla del Sordete, sobre los tiempos actuales.
Mari Carmen y sus muñecos alcanzaron rápidamente gran popularidad, principalmente gracias a la televisión. Su primera aparición en el medio se remonta a 1967, año en el que intervino puntualmente en el programa Noche del sábado, que presentaban Franz Johan y Gustavo Re. En 1971, cuando aún su notoriedad estaba lejos de alcanzar el grado que luego llegaría, coprotagonizó la película La graduada, de Mariano Ozores, con Lina Morgan y Florinda Chico. En 1980 contrajo matrimonio con el abogado Manuel Almazor, fruto del cual nació su único hijo Miguel, el 26 de enero de 1981 en la clínica Nuevo Parque de Madrid.
Durante 40 años su presencia en la pequeña pantalla fue más o menos constante en prácticamente todos los programas de espectáculos y variedades: ¡Señoras y señores! (1974-1975), Aplauso (1979-1980), Sábado noche (1987-1988), Pero ¿esto qué es? (1988-1989)... Además de sus intervenciones puntuales, fue colaboradora habitual de Luis del Olmo en el concurso de TVE Las siete y media musical (1973). Nueve años después presentó, junto a Pepe Sancho y María Jiménez, El tren, un programa sobre la historia del ferrocarril en España. Más tarde condujo los espacios Humor cinco estrellas (1991-1992), en Telecinco, y Ay, vida mía (1992-1993), en TVE, junto a José Manuel Parada. También compuso temas musicales para grupos como Menudo y Timbiriche, y publicó un libro, Ventana al Edén (Bitácora, 1988).
En 1969, en México, participó junto con el pato Nikol, en la película "El aviso inoportuno", al lado de Los Polivoces (Enrique Cuenca y Eduardo Manzano) y el primer actor Carlos López Moctezuma.
En la década de 2010 apareció en la serie La que se avecina, de los guionistas y directores sobrinos de José Luis Moreno, interpretándose a sí misma cuando en el episodio "Los leones de Montepinar" se hacen con el bar Max&Henry y la contrata Amador Rivas para la inauguración.
Durante sus últimos años se trasladó a vivir al Puerto de la Cruz en la isla de Tenerife, donde falleció a los 80 años a causa de un infarto que le produjo un desvanecimiento y caída en la puerta de su casa el 15 de junio de 2023. Sus restos mortales descansan en su tierra natal.

## Distinciones
- Hija Predilecta de Castilla-La Mancha (31/05/2012).[9]